# Værløse
Værløse é um município da Dinamarca, localizado na região oriental, no condado de Copenhaga.
O município tem uma área de 33,99 km² e uma  população de 18 483 habitantes, segundo o censo de 2005.